# Bitka pri Tagini
Bitka pri Tagini, znana tudi kot bitka pri Busta Gallorum, je bila bitka junija ali julija 552, v kateri je vojska Bizantinskega cesarstva pod poveljstvom generala Narzesa zlomila moč Ostrogotov v Italiji in utrla pot bizantinskemu osvajanju Apeninskega polotoka.

## Predigra
Cesar Justinijan I. je že na začetku leta 549 načrtoval odhod večje vojske v Italijo, da bi zaključil dolgotrajno vojno z Ostrogoti, ki se je začela leta 535. V letih 550–551 se je v Saloni v province Dalmaciji postopoma zbrala velika ekspedicijska vojska 20.000, morda celo 25.000 mož, sestavljena iz rednih bizantinskih in zavezniških enot, zlasti Langobardov, Herulov in Bolgarov. Za njenega poveljnika je bil sredi leta 551 imenovan cesarski komornik (kubikularij) Narzes, ki je svojo vojsko povedel okoli  Jadranskega morja do Ancone in od tam po Via Flaminia proti Rimu. 

## Razpored enot
Bizantinci so se s Totilovimi Ostrogoti srečali na kraju, znanem kot Busta Gallorum (starogrško Βουσταγαλλώρων, Boustagallóron, dobesedno Galski grobovi) blizu vasi Taginae ali Tadinae nekje severno od sodobnega Gualda Tadina. Ker je bila ostrogotska vojska znatno manjša od bizantinske, se je Totila začel navidezno pogajati in načrtoval  presenetljiv napad. Narzes njegovi zvijači ni nasedel.
Narzes je svojo vojsko kljub številčni premoči  razporedil v močan obrambni položaj. V središče je postavil zbito glavnino germanskih najemnikov, ob njej na obeh bokih bizantinske enote in na krilih 4.000 lokostrelcev. Razpored je imel obliko podkve z naprej pomaknjenimi krili.

## Bitka
Totilova vojska je napadla okoli poldneva. Njegova konjenica je po nekaj naletih in velikih izgubah zaradi slabo branjenih bokov uspela prodreti v glavnino bizantinske vojske, medtem ko   pehota še vedno ni prešla v napad. Narzesovi strelci so z veščo porabo puščic in kopij ustavili prodiranje ostrogotske konjenice. Narzes je v odločilnem trenutku v bitko poslal enoto svoje še neizkoriščene konjenice, ki je razbila nasprotnikovo konjenico in jo pognala v beg. Ostrogotska konjenica je med umikanjem poteptala lastno pehoto. 
V bitki je padlo okoli 6.000 ostrogotskih konjenikov, vojna pa se je kljub temu nadaljevala. Ostrogoti so naslednje leto v bitki pri Mons Lactarius doživeli dokončen poraz in izginili iz zgodovine.

## Sources
- Roisl, H.N. (1981). »Totila und die Schlacht bei den Busta Gallorum, Ende Juni/Anfang Juli 552«. Jahrbuch der österreichischen Byzantinistik (30): 25–50.
- Boss, Roy (1993). Justinian's Wars: Belisarius, Narses and the Reconquest of the West. Stockport.
- Haldon, John (2008). The Byzantine Wars. The History Press.
- Rance, Philip (2005). »Narses and the Battle of Taginae (Busta Gallorum) 552: Procopius and sixth century warfare«. Historia (54): 424–472.
- Weir, William. 50 Battles That Changed the World: The Conflicts That Most Influenced the Course of History. Savage, Md: Barnes and Noble Books. ISBN 0-7607-6609-6.
- Treadgold, Warren (1997). A History of the Byzantine State and Society. The Stanford Press.
- Norwich, John J. (1989). Byzantium: The Early Centuries. Alfred A. Knopf, Inc.